# Tolmer Falls
A Tolmer Falls vízesés Ausztráliában, az Északi területen található a Litchfield Nemzeti Park területén. A vízesést csak gyalogosan lehet megközelíteni egy közúti forgalom elől elzárt útszakaszon keresztül. 
A vízesés a nemzeti park nyugati határvonala közelében fekszik, Darwintól, az Északi terület központjától, légvonalban 85 kilométernyire, délre található. A vízesés az Északi területen keresztülfolyó Adelaide-folyón található.
A vízesést Frederick Henry Litchfield nevezte el édesapja egyik kollégájáról, Alexander Tolmerről, aki a dél-ausztrál rendőrségnél dolgozott.

## Fordítás
Ez a szócikk részben vagy egészben  a   Tolmer Falls című angol Wikipédia-szócikk ezen változatának fordításán alapul.  Az eredeti cikk szerkesztőit annak laptörténete sorolja fel. Ez a jelzés csupán a megfogalmazás eredetét és a szerzői jogokat jelzi, nem szolgál a cikkben szereplő információk forrásmegjelöléseként.